# Leamy Lake
Leamy Lake (Frans: Lac Leamy) is een meer in de sector Hull van Gatineau, Québec, Canada. Het meer ligt net ten zuiden van de Gatineau River, en westelijk van de Ottawa, en is met beiden verbonden: de instroom komt uit de Gatineau en de uitstroom gaat naar de Ottawa. Het is eveneens verbonden met het zuidelijker Lac de la Carrière, een vroegere groeve.
Het meer werd vernoemd naar Andrew Leamy, een Iers immigrant die in de buurt een molen had.

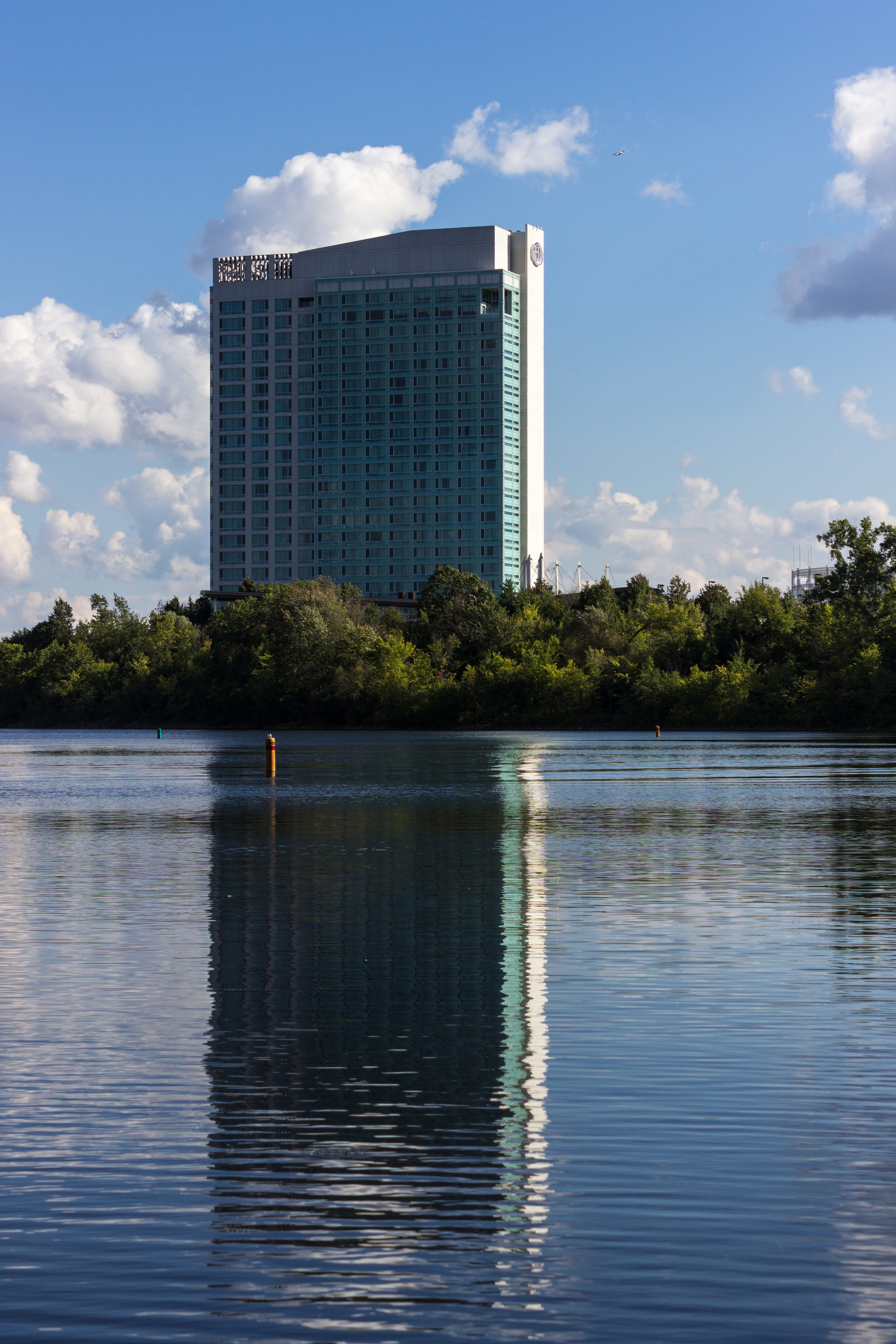
Hotel Hilton Lac Leamy

In de 19e eeuw was de omgeving zwaar geïndustrialiseerd, maar na de Tweede Wereldoorlog en in de jaren 60 verdween de industrie en werd er rond het meer een groot park aangelegd. Het strand werd populair, maar er bleven problemen met de pollutie komend van de Gatineau. Het blokkeren van de instroom verhielp hieraan. Het meer werd nu stilstaand water, wat ook weer problemen veroorzaakte. Toen in de jaren 1990 de waterkwaliteiet van de Gatineau voldoende verbeterd was werd de verbinding weer hersteld.
Op de zuidoever is het Casino du Lac-Leamy een belangrijke toeristische attractie.